# Antropología genética
La antropología genética  es considerada una rama de la antropología física que estudia y describe la variabilidad humana desde una perspectiva evolutiva y de la compresión del  ácido desoxirribonucleico o ADN, procura individualizar en las poblaciones humanas aquellas características que se pueden manifestar con gran precisión y especificidad a través de una de dos o más variantes de una secuencia particular de ADN o polimorfismo.
Esta rama de la antropología, a la que también se le conoce como antropología molecular ha experimentado en los últimos años un avance espectacular al aplicarse a todos los sistemas polimórficos del organismo y de manera especial a la determinación molecular de frecuencias de ADN, así como al estudiar y describir la variabilidad existente en la composición genética de los diferentes grupos humanos desde una perspectiva evolutiva. Igualmente se interesa por conocer las causas determinantes de dicha variabilidad, a través del análisis de los procesos  que operan sobre la estructura genética de una población a lo largo de las generaciones.